# Labouheyre
Labouheyre (gaskonsko La Bohèira) je naselje in občina v francoskem departmaju Landes regije Akvitanije. Naselje je leta 2009 imelo 2.556 prebivalcev.

## Geografija
Kraj leži v pokrajini Gaskonji znotraj naravnega regijskega parka Landes de Gascogne, 54 km severozahodno od Mont-de-Marsana.

## Uprava
Občina Labouheyre skupaj s sosednjimi občinami Commensacq, Escource, Lüe, Luglon, Sabres, Solférino in Trensacq sestavlja kanton Sabres s sedežem v Sabresu. Kanton je sestavni del okrožja Mont-de-Marsan.

## Zanimivosti
- gotska cerkev sv. Jakoba iz 15. stoletja, romarska postaja na poti v Santiago de Compostelo, Via Turonensis,
- Maison de la photographie des Landes, rojstna hiša pesnika in fotografa Félixa Arnaudina (1844-1921).

## Promet
- železniška postaja Gare de Labouheyre ob progi Bordeaux-Saint-Jean - Irun;

## Pobratena mesta
- Gouveia (Portugalska);